# Белебей

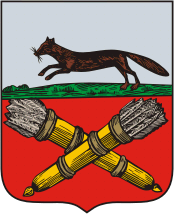
Герб міста 1782 року

Белебе́й (рос. Белебей, башк. Бәләбәй) — місто, центр Белебеївського району Башкортостану, Росія. Адміністративний центр та єдиний населений пункт Белебеївського міського поселення.
25 лютого 1982 року до складу міста було включено присілок Малобелебейка (320 осіб в 1969).
Місто розташоване біля річки Усень, за 180 км від Уфи.
Населення — 60188 осіб (2010; 60928 в 2002).

## Відомі люди
- Сиртланова Магуба Гусейнівна (1912—1971) — військова льотчиця часів Другої світової війни, Герой Радянського Союзу
- Бойко Олександра Леонтіївна (1918—1996) — радянський танкіст, учасниця ВВв.
- Чурикова Інна Михайлівна (1943—2023) — радянська, російська актриса театру і кіно.

## Галерея

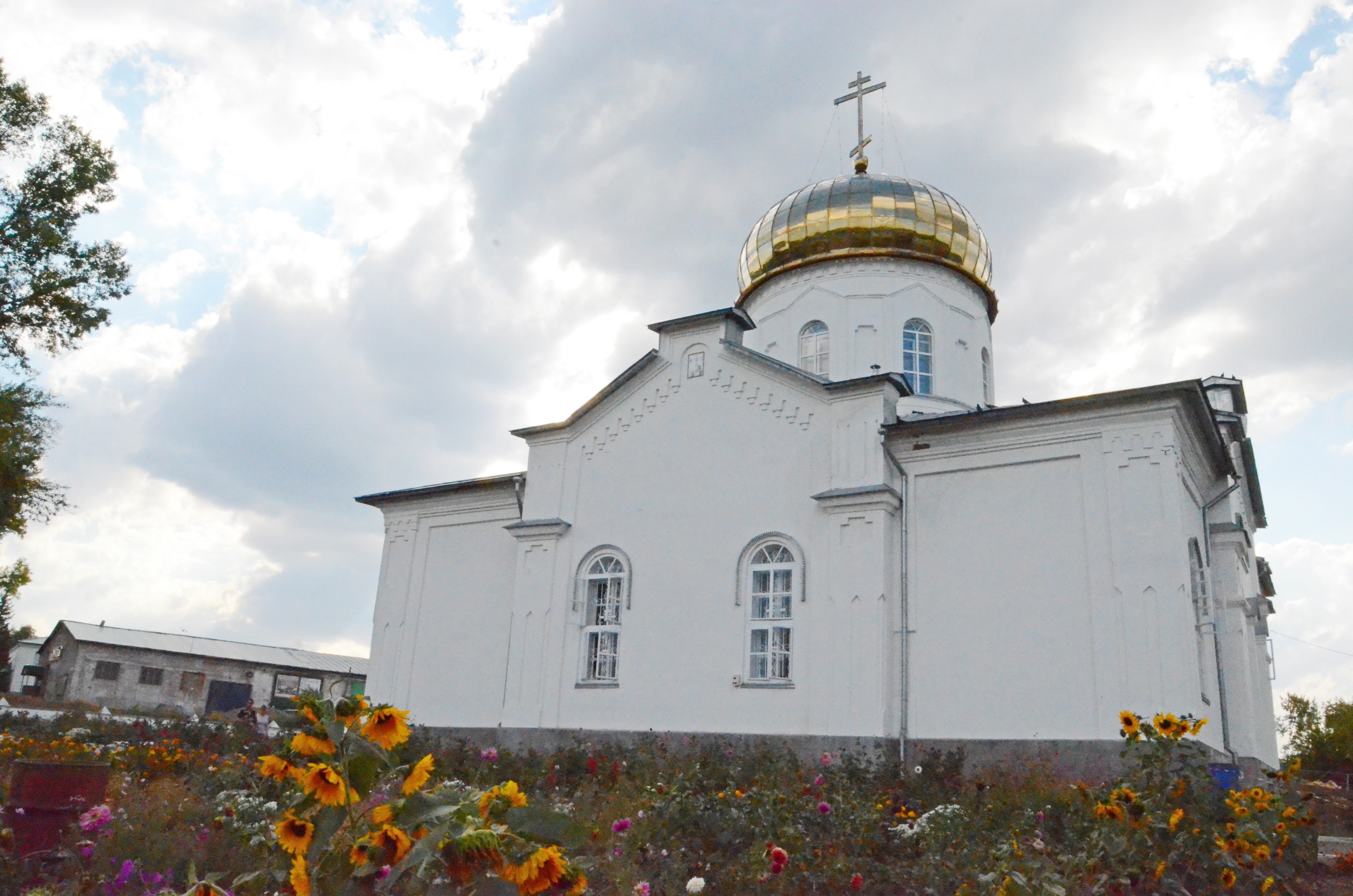
Нікольський собор – пам'ятка містобудування та архітектури
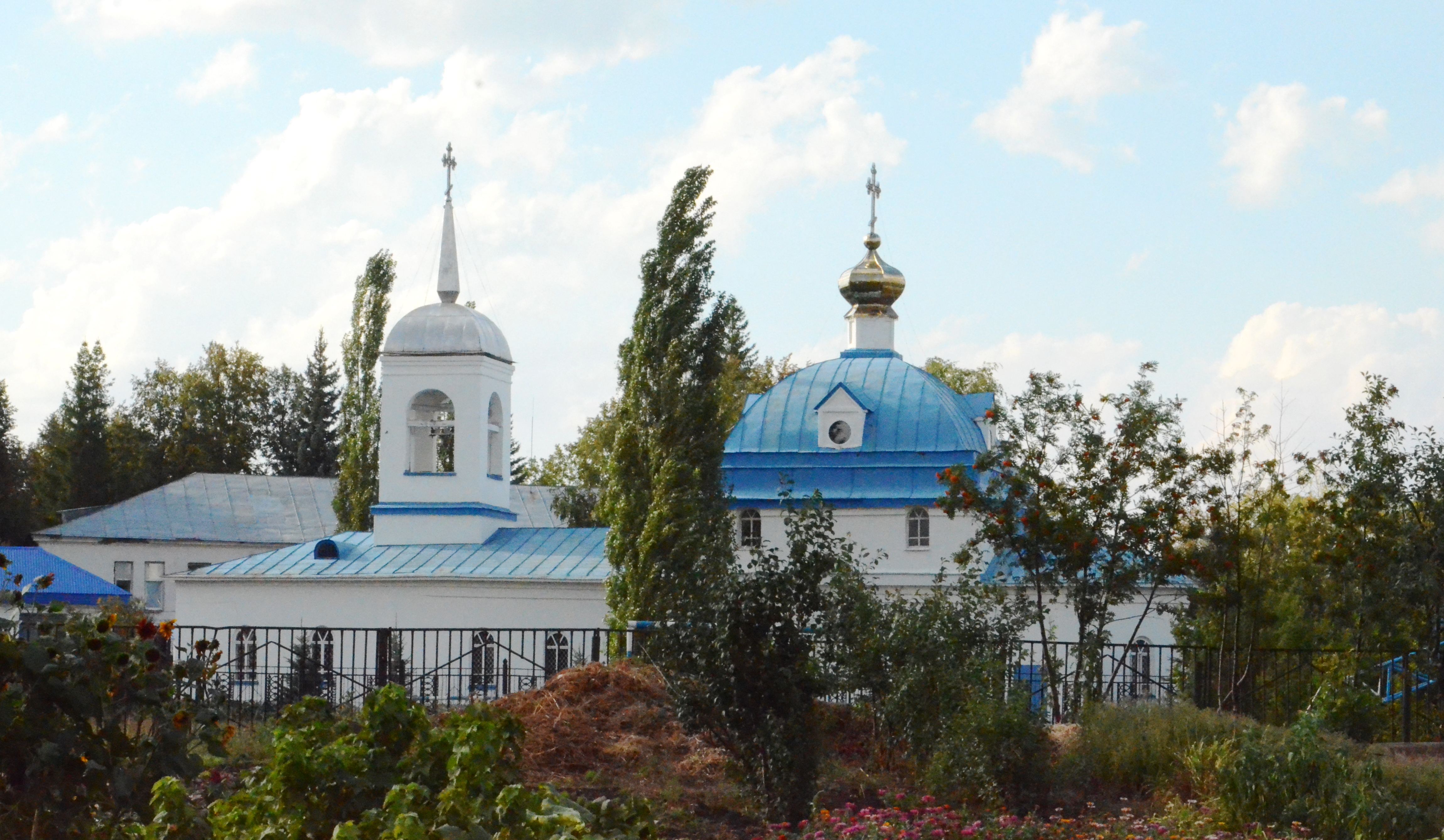
Михайло-Архангельський собор – пам'ятка містобудування та архітектури
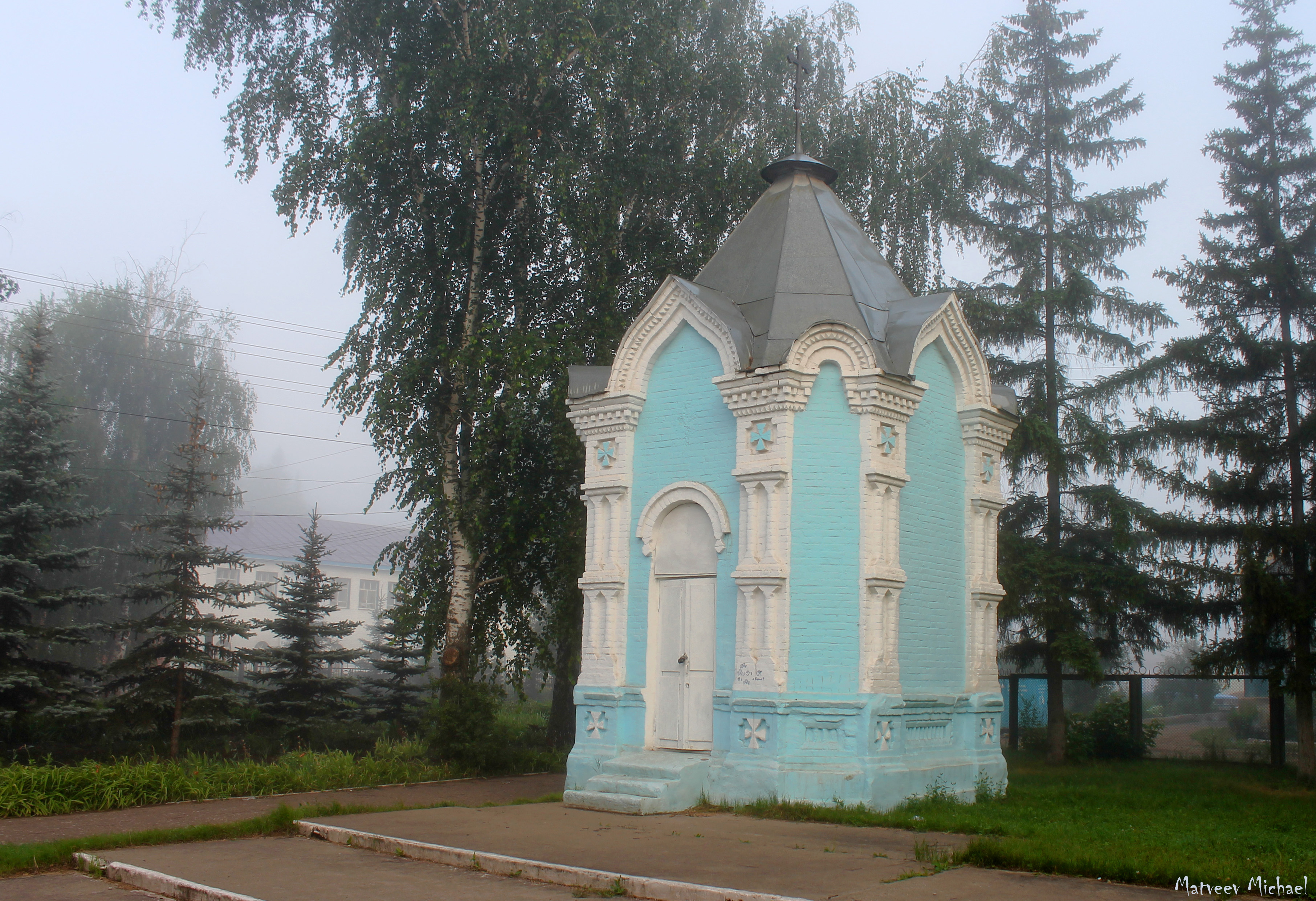
Михайло-Архангельська каплиця – пам'ятка містобудування та архітектури